# HMS Montagu (1757)
Pour les autres navires du même nom, voir HMS Montagu.
Le  HMS Montagu est un vaisseau de ligne de quatrième rang de 60 canons, construit pour la Royal Navy aux chantiers de Sheerness selon les normes navales britanniques de 1745 (en) et lancé le 15 septembre 1757. 
Il est coulé en 1774 pour servir de brise-lames.

## Histoire
Le 20 novembre 1759, sous les ordres de Joshua Rowley et dans l'escadre commandée par Charles Hardy, il prend part à la bataille des Cardinaux.